# Gouvernement Darlan
État français (Vichy)
Flandin II Laval VI
Le gouvernement François Darlan est le troisième gouvernement du régime de Vichy en France, constitué par Philippe Pétain. Il succède au gouvernement Pierre-Étienne Flandin (2) le 10 février 1941 et se termine le 18 avril 1942, lors du rappel de Pierre Laval.

## Formation du gouvernement
Après la démission de Pierre-Étienne Flandin, l'amiral François Darlan est nommé vice-président du Conseil, ministre secrétaire d'État aux Affaires étrangères et à la Marine, le 10 février 1941.
Il devient aussi responsable au 16 février du ministère de l'Intérieur en remplacement de Marcel Peyrouton.
Les autres membres du gouvernement précédant continuent de constituer le gouvernement jusqu'à ce que les membres du nouveau gouvernement soient nommés le 24 février.

## Composition du gouvernement au 24 février 1941

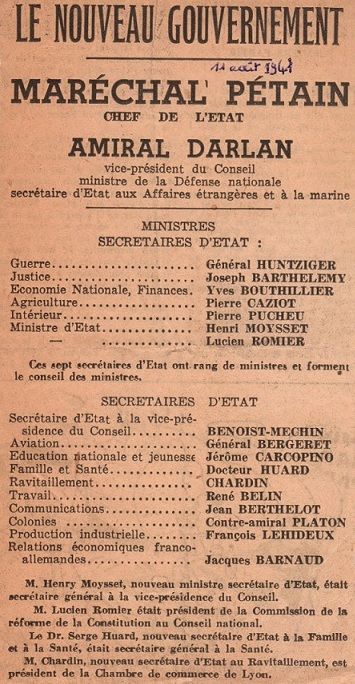
1941.08.11 - Constitution du gouvernement de François Darlan.

| Portefeuille | Ministre de tutelle | Titulaire | Titulaire         | Parti ou apparentement |
| --- | --- | --------- | ----------------- | ---------------------- |
| Chef de l'État français, président du Conseil                                                                                        | Chef de l'État français, président du Conseil                                                                                        |           | Philippe Pétain   | SE                     |
| Vice-président du Conseil, Ministre secrétaire d'État à la Marine, aux Affaires Étrangères et à l'Intérieur, chargé de l'Information | Vice-président du Conseil, Ministre secrétaire d'État à la Marine, aux Affaires Étrangères et à l'Intérieur, chargé de l'Information |           | François Darlan   | SE                     |
| Ministres Secrétaires d'État | |           |                   |                        |
| Garde des Sceaux et Ministre secrétaire d’État à la Justice                                                                          | Garde des Sceaux et Ministre secrétaire d’État à la Justice                                                                          |           | Joseph Barthélemy | AD                     |
| Ministre secrétaire d'État à la Guerre, commandant en chef des forces terrestres                                                     | Ministre secrétaire d'État à la Guerre, commandant en chef des forces terrestres                                                     |           | Charles Huntziger | DVD                    |
| Ministre secrétaire d'État à l'Économie nationale et aux Finances                                                                    | Ministre secrétaire d'État à l'Économie nationale et aux Finances                                                                    |           | Yves Bouthillier  | DVD                    |
| Ministre secrétaire d'État à l'Agriculture                                                                                           | Ministre secrétaire d'État à l'Agriculture                                                                                           |           | Pierre Caziot     | SE                     |
| Secrétaires d’État | |           |                   |                        |
| Secrétaire d'État à l'Aviation | Vice-président du Conseil, Ministre secrétaire d'État à la Marine                                                                    |           | Jean Bergeret     | SE                     |
| Secrétaire d'État à l'Éducation nationale et à la Jeunesse                                                                           | Ministre secrétaire d'État à la Guerre                                                                                               |           | Jérôme Carcopino  | SE                     |
| Secrétaire d'État à la Famille et à la Santé                                                                                         | Ministre secrétaire d'État à la Guerre                                                                                               |           | Jacques Chevalier | DXD                    |
| Secrétaire d'État aux Colonies | Ministre secrétaire d'État à la Guerre                                                                                               |           | Charles Platon    | SE                     |
| Secrétaire d'État à la Production industrielle                                                                                       | Ministre secrétaire d'État à l'Économie nationale et aux Finances                                                                    |           | Pierre Pucheu     | DXD                    |
| Secrétaire d'État au Travail | Ministre secrétaire d'État à l'Économie nationale et aux Finances                                                                    |           | René Belin        | DVG                    |
| Secrétaire d'État aux Communications                                                                                                 | Ministre secrétaire d'État à l'Économie nationale et aux Finances                                                                    |           | Jean Berthelot    | SE                     |
| Secrétaire d'État au Ravitaillement                                                                                                  | Ministre secrétaire d'État à l'Agriculture                                                                                           |           | Jean Achard       | SE                     |

### Secrétaires généraux
| Portefeuille                                                                                           | Titulaire | Titulaire                | Parti ou apparentement |
| --- | --------- | ------------------------ | ---------------------- |
| Délégué à l'Équipement national                                                                        |           | François Lehideux        | DXD                    |
| Délégué général aux Affaires économiques franco-allemandes                                             |           | Jacques Barnaud          | SE                     |
| Secrétaire général adjoint à la vice-présidence du Conseil pour l'Information                          |           | Paul Marion              | PPF                    |
| Secrétaire général adjoint à la vice-présidence du Conseil                                             |           | Jacques Benoist-Mechin   | PPF                    |
| Délégué général du gouvernement dans les territoires occupés                                           |           | Fernand de Brinon        | SE                     |
| Secrétaire général à l'Équipement national                                                             |           | Henri Giraud             | SE                     |
| Secrétaire général au Ravitaillement                                                                   |           | Jacques Billiet          | SE                     |
| Secrétaire général à la Justice                                                                        |           | Georges Dayras           | SE                     |
| Secrétaire général aux Finances publiques                                                              |           | Henri Deroy              | SE                     |
| Secrétaire général à la présidence du Conseil (jusqu'au 17 février 1941)                               |           | Jean Fernet              | DXD                    |
| Secrétaire général à la Jeunesse                                                                       |           | Georges Lamirand         | SE                     |
| Secrétaire général du chef de l'État                                                                   |           | Auguste Laure            | SE                     |
| Secrétaire général aux Questions économiques (jusqu'au 12 juillet 1941)                                |           | Olivier Moreau-Néret     | SE                     |
| Secrétaire général aux Travaux publics et Transports                                                   |           | Maurice Schwartz         | SE                     |
| Secrétaire général à l'Instruction publique                                                            |           | Adolphe Terracher        | SE                     |
| Commissaire général à l'éducation physique et aux sports                                               |           | Jean Borotra             | PSF                    |
| Commissaire général des Chantiers de jeunesse (à partir du 14 février 1941)                            |           | Joseph La Porte du Theil | SE                     |
| Secrétaire général des Beaux-Arts (à partir du 24 février 1941)                                        |           | Louis Hautecœur          | SE                     |
| Secrétaire général à L'Administration générale (à partir du 14 février 1941, jusqu'au 18 juillet 1941) |           | Maurice Sabatier         | SE                     |
| Commissaire général aux Questions juives (à partir du 29 mars 1941)                                    |           | Xavier Vallat            | FR                     |

Remaniements :
- 9 juin 1941
  - Secrétaire d'État à la vice-présidence du Conseil : Jacques Benoist-Méchin
  - Secrétaire d'État à la vice-présidence du Conseil : Henri Moysset
- 12 juillet 1941
  - Jean Filippi : secrétaire général aux Questions économiques.
- 17 juillet 1941
  - Pierre Caziot : succède à Jean Achard comme ministre au Ravitaillement. Il conserve son poste de ministre secrétaire d'État de l'Agriculture.
- 18 juillet 1941 :
  - Nomination de Pierre Pucheu comme secrétaire d'État à l'Intérieur
- 11 août 1941
  - Vice-président du Conseil, ministre de la Défense nationale, secrétaire d'État aux Affaires étrangères et à la Marine : François Darlan
  - Ministre d'État secrétaire d'État à la Guerre : Charles Huntziger
  - Ministre secrétaire d'État à l'Intérieur : Pierre Pucheu
  - Ministre d'État : Henri Moysset
  - Ministre d'État : Jean Romier
  - Secrétaire d'État au Ravitaillement : Paul Charbin
  - Secrétaire général de l'Information et de la Propagande au Ravitaillement : Paul Marion
  - Secrétaire d'État à la Famille et à la Santé : Serge Huard en remplacement de Jacques Chevalier
  - Secrétaire d'État à la vice-présidence du Conseil : Jacques Benoist-Mechin
  - Secrétaire d'État à la Production industrielle : François Lehideux
  - Délégué général aux Relations économiques franco-allemandes : Jacques Barnaud.
  - Secrétaire général honoraire de la Police : Henry Chavin jusqu'au 18 septembre 1941
  - Secrétaire général à la Main-d'œuvre : Francis Million jusqu'au 22 novembre 1941
- 7 septembre 1941
  - Secrétaire général à la vice-présidence du Conseil : Jean Jardel
  - Secrétaire général à la Santé : Louis Aublant
  - Commissaire général à la Famille : Philippe Renaudin
- 18 septembre 1941
  - Secrétaire général à la Police : Jean Rivalland
- 30 octobre 1941
  - Secrétaire général au Travail et à la Main-d'œuvre : Jean Terray
- 12 novembre 1941
  - Après la mort du général Charles Huntziger, François Darlan devient ministre à la Guerre
- 3 janvier 1942
  - Secrétaire général aux Affaires étrangères : Charles Rochat